# ヤナバスキー場前駅
ヤナバスキー場前駅（ヤナバスキーじょうまええき）は、長野県大町市平簗場にあった東日本旅客鉄道（JR東日本）大糸線の駅（臨時駅、廃駅）である。駅番号は「17」。

## 歴史
名前のとおりヤナバスキー場の前にあり、スキー場会社が建設費を期成同盟会に寄付して建設された施設を国鉄に譲渡して開業し、スキーシーズンのみ列車が停車していた。

### 年表
- 1985年（昭和60年）12月24日：国鉄の駅として開業[1]。旅客のみを取り扱う駅員無配置[4]。
- 1987年（昭和62年）4月1日：国鉄分割民営化により、JR東日本の駅となる[5]。
- 2014年（平成26年）
  - 11月22日：長野県神城断層地震により信濃大町駅 - 糸魚川駅間が不通。
  - 11月25日：当駅を含む信濃大町駅 - 白馬駅間復旧。
- 2013年（平成25年）度：ヤナバスキー場営業休止（翌シーズンは再開）。当駅の臨時停車は予定通り実施された。
- 2016年（平成28年）度：ヤナバスキー場再度営業休止。同年度から当駅を停車する列車がなくなる[注釈 1]。
- 2019年（平成31年）3月16日：スキー場営業再開の見込みがないことからダイヤ改正に伴い廃止[2]。

## 駅構造

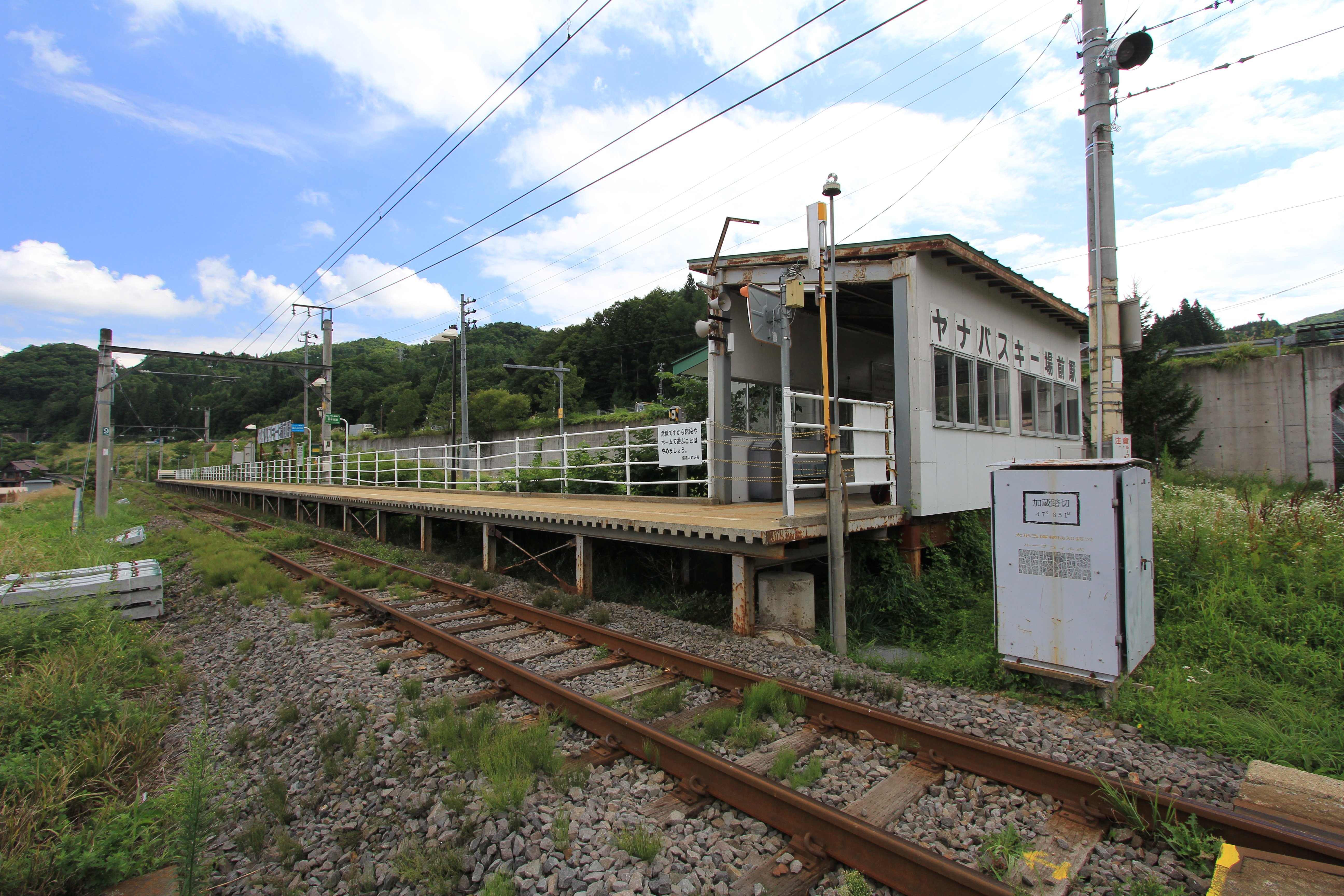
駅全景（2012年9月）

単式ホーム1面1線の地上駅。廃止時点では信濃大町駅が管理していた。
駅舎は簡素なつくりであった。営業当時は概ね12月 - 翌年3月に限り営業しており、常備券による乗車券の委託発売があった。
駅舎は至近距離の加蔵踏切寄りにあった。

## 利用状況
「長野県統計書」によると、1日平均の乗車人員は以下の通りである。
- 2007年（平成19年）度 - 4人[1]
- 2009年（平成21年）度 - 3人[1]
- 2010年（平成22年）度 - 3人[7]
- 2011年（平成23年）度 - 3人

## 駅周辺
- 青木湖[1]
- 「加蔵」バス停（予約制）
  - 大町市民バス [1] 平（青木方面）コース
- 国道148号
- ヤナバスキー場[1]

## 廃止後
駅名板以外の駅設備は暫く残されていたが、ホームが撤去され残った駅舎も撤去され遺構はほとんど残っていない。

## 隣の駅
東日本旅客鉄道（JR東日本）
■大糸線
簗場駅 (18) - ヤナバスキー場前駅 (17) - 南神城駅 (16)